# Genthod
Genthod là một đô thị của bang Genève, Thụy Sĩ. Đô thị này toạ lạc dọc hồ Geneva ở tây bắc bang Geneva, có câu lạc bộ du thuyền Creux-de-Genthod.